# Société des fructifiants

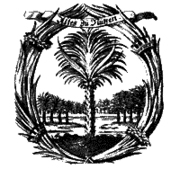
Emblème de la Société des fructifiants.

La Société des fructifiants ou l’Ordre du Palmier, die Fruchtbringende Gesellschaft ou der Palmenorden en allemand, est la plus célèbre des sociétés philologiques et littéraires fondées en Saint-Empire au XVIIe siècle.
Cette Société fut organisée, en 1617, sur la proposition de Gaspard de Teutleben, un lettré de Weimar, et sous les auspices du prince Louis d'Anhalt-Köthen. Les premières réunions eurent lieu au château de Köthen.
La Société, établie sur le modèle des Académies italiennes, s’occupa d’abord de langue et de grammaire. Le but proposé était de maintenir le haut-allemand dans toute sa pureté, et de s’opposer à la pénétration des mots étrangers. La principale occupation était de chercher des termes allemands pour exprimer les idées et les notions d’importation étrangère et de fixer la meilleure orthographe. Les poètes qui en firent partie eurent le mérite de la pureté du style.
La Société des Fructifiants était un ordre véritable ; le chef, d’après les statuts, devait être un prince de l’Empire. Elle avait pour emblème un palmier couronné avec cette devise : « Tout pour l’utile ». Chaque membre recevait un nom particulier, plus ou moins significatif se rapportant au talent, à la personne ou à quelque détail de la vie : Opitz s’appelait le Couronné ; Zesen, le bon Compositeur; Logau, le Diminutif ; Harsdörffer, l’Enjoué ; Griphius, l’Immortel ; Martin von Kempe, der Erkorene (l'élu), etc.
Cette société, qui dura jusqu’en 1668, compta, au nombre de ses membres, un roi, cent cinquante-trois princes, et plus de soixante barons, nobles ou savants distingués.

## Source
- Gustave Vapereau, Dictionnaire universel des  littératures, Paris, Hachette, 1876, p. 843.